# 大日本帝国憲法第14条
大日本帝国憲法第14条（だいにほん/だいにっぽん ていこくけんぽう だい14じょう）は、大日本帝国憲法第1章にある。
戒厳は、法律により規定された要件・効果のもとに、天皇が宣言すべきものとされた。ただし、この法律は、帝国議会の協賛を経た法律としては制定されず、憲法の制定前に太政官布告として制定された戒厳令が、法律として効力のあるものとして適用された。

## 現代風の表記
1. 天皇は、戒厳を宣告する。
2. 戒厳の要件及び効力は、法律をもってこれを定める。

## 解説

### 戒厳の宣告
戒厳の制度は、フランスのétat de siègeおよびこれに由来するドイツのBelagerungszustandまたはKriegszustandの制度に倣ったものであり、戦時または戦争に準ずべき内乱が起こった場合に、兵力をもって、全国または一地方を警備する必要があるために、その地域における行政権または行政権および司法権の全部または一部を軍隊の権力に移し、普通の法律によらずに人民の自由を制限することができるものとする制度である。これは、いわば、兵力専制政治を設定する行為であって、平時の状態においては、人民は法律によらなければ国家の権力によってもその自由および財産を侵されない権利を有するのに対し、戒厳地域においては、この権利は一時停止されて、軍事行動の必要のために、軍隊の権力によって人民の自由および財産を侵すことができる旨が認められる。
戒厳を宣告することは、天皇の大権に属するが、この大権が軍統帥の大権（統帥権）に属するか、政務に関する大権に属するかは、大日本帝国憲法の明文によっては明白ではない。戒厳は、もっぱら軍事上の必要のためにするものであるが、戒厳の効果は、単に軍隊に及ぶにとどまるものではなく、行政権、または時として司法権までをも動かし、かつ、ある程度まで人民の法律上の自由を停止するものであり、一般の国法に最も重大な変化を加えるものであるから、その性質上、単純な軍統帥権の作用として行うことはできない。したがって、特に、憲法または法律によって、これを帷幄の大権に任ずることが明示されていない限りは、国務上の大権の作用として、換言すれば、内閣の責任に属する行為として行われるのが当然である。枢密院官制によって戒厳の宣告が枢密院の諮詢を経るべき事項として定められていることからも、わが国法が戒厳の宣告を国務上の大権の行為として認めていることを知ることができる。
戒厳の宣告がいかなる形式をもって行われるべきかについては、先例は、勅令の形をもってすることとし、それには内閣総理大臣および陸軍大臣が副署している。その先例は、1894年（明治27年）の日清戦争に際して行われたもので、「戒厳宣告ノ件」（明治27年勅令第174号）をもって公布された。
しかしながら、この先例は、1907年（明治40年）の公式令制定前に行われたものであり、公式令によって新たに各種の詔勅の形式を定め、勅令を詔書と区別するに至った後は、全て法律に基づいて勅旨をもって行われる行政行為は、詔書の形式をもってすることとなったため、美濃部達吉は、戒厳の宣告もまた、将来は、おそらく詔書の形式によることと信ぜられるとしていた。
戒厳の宣告は、天皇の大権に属するが、やむを得ない場合には、軍司令官の権力をもって戒厳の宣告をすることが認められている。軍司令官は、本来は、軍隊以外の一般人民に対して命令する権力を有するものではないが、この場合は、特に、国務に関する大権が委任されることとなる。
戒厳宣告の大権は、戒厳地域を定め、その地域を変更し、および戒厳を解止する権限を包含する。戒厳地域は、限られた一定の地域にとどまることもあり、全国であることもあり得る。

#### 行政戒厳
戒厳の宣告と類似し、これと区別しなければならないのは、「行政戒厳」と称するものである。これは、1905年（明治38年）の日露講和条約（ポーツマス条約）の締結に際し（日比谷焼打事件）、1923年（大正12年）9月の関東大震災に際し、および1936年（昭和11年）2月の二・二六事件に際し、実例が起こったところであり、いずれも緊急勅令をもって戒厳令の一部を一定の地域に施行し、兵力をもってその地方を警備させたものである。これは、兵力をもってある地域を警備することにおいて、戒厳の宣告と類似しているが、真の戒厳は、もっぱら軍事行動の必要のためにするものであって、戦争または内乱に際し、軍隊をもって戦闘行為をする場合にのみ行うことができるのに対し、行政戒厳は、ある地方の秩序が乱れて警察力をもってしては秩序を維持することができなくなったために、兵力をもってその地域の治安を回復し、これを維持しようとするものである点において、性質を異にしている。真の戒厳は、軍事の必要のためにするものであり、行政戒厳は、治安の必要のためにするものである。真の戒厳は、緊急勅令ではなく、普通の行政行為をもって行われるが、行政戒厳は、戒厳の要件が備わっていないのに戒厳の宣告があったのと同様の効果を生ぜしめようとするのであるから、行政権の普通の行為をもってしてはなし得ないところであって、必ず法律に代わる勅令をもってすることを要する。

### 戒厳の要件および効力
個々の場合について戒厳を宣告することは、天皇の大権に属するが、戒厳の要件および効力についての一般的法則を定めることは、本条2項によって、法律をもってすることを要する。この法律は、大日本帝国憲法施行後には発布されず、1882年（明治15年）8月に発布された「戒厳令」が引き続き法律としての効力を有していた。

#### 戒厳の要件
戒厳令によれば、戒厳の要件としては、次の規定を有するのみである。
ここに「事変」というのは、内乱の意に解すべきであることは、「臨戦」または「合囲」の文字によっても、また、模範とされたフランスの国法に照らしても、明瞭である。それは、武力をもってする反乱が起こった場合に限られるべきものであって、その他の安寧秩序の障害には適用されない。

#### 戒厳の効果
戒厳の効果は、戒厳地域内における統治権がある限度において軍隊の手に移されることと、人民の自由権に関する憲法の規定がある程度にまで停止されることの2点にある。
第一の効果は、軍隊統治の開始であり、軍隊の司令官は、通常の場合には、ただその統率する軍隊に命令する権力があるだけで、一般人民に対して支配権を有するものではないが、戒厳地域内においては、戒厳司令官がある限度において人民を統治する権力を与えられている。すなわち、地方行政事務および司法事務（合囲地境においては司法事務の全部、臨戦地境においては司法事務の軍事に関係ある事件に限る。）が戒厳司令官の管掌に移され、その地域内における地方行政官庁、自治団体の機関、地方裁判官および検察官は、戒厳司令官の指揮に服することを要する。ただし、ここにいわゆる「司法事務」とは裁判権を含まず、司法警察、刑の執行、不動産登記その他民事非訟事件に関する事務をいうのであって、裁判官が戒厳司令官の指揮を受けるのは、これらの事務のみについてである。
裁判権は、臨戦地境においては、通常裁判所の権限に属するが、合囲地境においては、軍法会議が軍事に関係する限度において一般の民事および刑事についての裁判権を行い、もし合囲地境内に裁判所がなく、かつ、その管轄裁判所と通路が断絶した場合には、一切の民事および刑事事件について、軍法会議がその裁判権を有する。
第二の効果は、自由権に関する憲法上の保障の停止にある。戒厳令14条には、次のとおり規定されている。

## 関連条文
- 大日本帝国憲法第31条